# Litteraturåret 1984

## Händelser
- 29 januari – Enligt en rapport i Ekonomiska dagbladet är 31.9 % av alla kineser över 12 år analfateter, jämfört med 52.4 vid 1964 års folkräkning.[1]
- okänt datum – B. Wahlströms bokförlag slopar flickboksbegreppet.[2]
- okänt datum – I USA plockas Möss och människor, en roman av John Steinbeck, bort från folkskolorna i Tennessee då skolstyrelsens ordförande lovar att ta bort alla "snuskiga böcker" från läroplanen och biblioteken. [3]

## Priser och utmärkelser
- Nobelpriset – Jaroslav Seifert, Tjeckoslovakien[4]
- ABF:s litteratur- & konststipendium – Nine Christine Jönsson
- Aftonbladets litteraturpris – Kjell Johansson
- Aniarapriset – Torgny Lindgren
- Astrid Lindgren-priset – Astrid Bergman Sucksdorff
- Bellmanpriset – Bengt Emil Johnson
- BMF-plaketten – Sun Axelsson för Honungsvargar
- BMF-Barnboksplaketten – Maria Gripe för ...och de vita skuggorna i skogen
- Carl Emil Englund-priset – Werner Aspenström för Sorl
- Dan Andersson-priset – Lars Huldén
- De Nios Stora Pris – Björn von Rosen
- De Nios Vinterpris – Sven Rosendahl
- Doblougska priset – Sven Rosendahl, Sverige och Astrid Hjertenæs Andersen, Norge[1]
- Elsa Thulins översättarpris – Göran Malmqvist
- Esseltes litteraturpris – Torgny Lindgren[1]
- Goncourtpriset – Marguerite Duras för L'Amant
- Gun och Olof Engqvists stipendium – Erik Beckman och Hjalmar Sundén
- Hedenvind-plaketten – Karl Rune Nordkvist
- Kellgrenpriset – Kerstin Ekman
- Kungliga priset – Göran Malmqvist
- Landsbygdens författarstipendium – Erik Yvell och Margareta Ekarv
- Letterstedtska priset för översättningar – Gunnel Vallquist för översättningen av den avslutande sjunde delen av Prousts På spaning efter den tid som flytt
- Litteraturfrämjandets stora pris – Hans O. Granlid
- Litteraturfrämjandets stora romanpris – Göran Tunström[1]
- Lundequistska bokhandelns litteraturpris – Sven Delblanc
- Lotten von Kræmers pris – Erik Hjalmar Linder
- Neustadtpriset – Paavo Haavikko, Finland
- Nordiska rådets litteraturpris – Göran Tunström, Sverige för romanen Juloratoriet[5]
- Palmærpriset – Kerstin Ekman
- Petrarca-Preis – Gustav Januš
- Schückska priset – Staffan Björck och Carl Fehrman
- Signe Ekblad-Eldhs pris – Willy Kyrklund och Niklas Rådström
- Stiftelsen Selma Lagerlöfs litteraturpris – Birgitta Trotzig
- Stig Carlson-priset – Eva Runefelt
- Svenska Akademiens tolkningspris – Li Zhiyi och Ziying Gao
- Svenska Akademiens översättarpris – Ingvar Björkeson
- Svenska Dagbladets litteraturpris – Sun Axelsson för Honungsvargar[1]
- Sveriges Radios Lyrikpris – Göran Printz-Påhlson
- Tegnérpriset – Carl-Erik af Geijerstam
- Tidningen Vi:s litteraturpris – Molly Johnson
- Tollanderska priset – Torsten Steinby
- Östersunds-Postens litteraturpris – Mauritz Edström
- Övralidspriset – Inge Jonsson

## Nya böcker

### A – G
- Ajöss och tack för fisken av Douglas Adams
- Batseba av Torgny Lindgren
- Begynnelsebokstäver av Lars Andersson
- Damen, det brinner! av Bodil Malmsten
- Den ensammes stämningar (artiklar och dikter 1898–1910) av Vilhelm Ekelund
- Den femtionde frälsaren av P.C. Jersild
- Dårfinkar & dönickar av Ulf Stark
- Efter sjömännen ; Elektrisk måne (poesi) av Håkan Sandell
- En annan värld av Jan Myrdal
- Från pråmkanalen och blankeberget av Lars Andersson
- Gud vet av Joseph Heller
- Guldmakaren av Jan Mårtenson

### H – N
- Hammaren och korset av Martin Perne
- Honungsvargar av Sun Axelsson[6]
- I ett annat land av Mare Kandre
- Indien – en vinterresa av Göran Tunström
- Kanaans land av Sven Delblanc
- Kvarnen och korset av Vibeke Olsson
- Lycklige Alfons Åberg av Gunilla Bergström[7]
- Något skymmer vägarna av Folke Fridell
- När lilla Ida skulle göra hyss av Astrid Lindgren[8]
- Pannkakstårtan av Sven Nordqvist[6]

### O – U
- Sagan om Sune av Anders Jacobsson och Sören Olsson[9]
- Sicilianaren av Mario Puzo
- Spelar min lind, sjunger min näktergal av Astrid Lindgren[8]
- Stora Emilboken av Astrid Lindgren[10]
- Sverige en vintersaga av Göran Palm[6]
- Trollkarlen från Galdar av Mars Larsson
- Ulven av Jan Arvid Hellström

### V – Ö
- Vem är Olof Palme? (biografi) av Bertil Östergren[1]

## Födda
- 21 oktober – Erlend O. Nødtvedt, norsk poet och romanförfattare

## Avlidna
- 27 januari – Greatrex Newman, 91, brittisk författare och manusförfattare.
- 6 februari – Jorge Guillén, 91, spansk författare.
- 12 februari – Julio Cortázar, 69, argentinsk författare.
- 21 februari – Michail Sjolochov, 78, sovjetisk författare, nobelpristagare 1965.[1]
- 21 april – Manuel Mujica Láinez, 73, argentinsk romanförfattare och essäist.
- 23 april – Gabriel Jönsson, 91, svensk författare.[1]
- 16 maj – Irwin Shaw, 71, amerikansk författare.
- 19 maj – Henrik Tikkanen, 59, finlandssvensk illustratör och författare.
- 6 juni – Åke Ohlmarks, 73, svensk religionshistoriker, författare och översättare.
- 25 augusti – Truman Capote, 59, amerikansk författare.[1]
- 19 september – Birgit Th. Sparre, 81, svensk författare.[1]
- 14 december – Vicente Aleixandre, 86, spansk författare, nobelpristagare 1977.[1]